# Трежер (округ, Монтана)
Шаблон:StateAbbr_ 46°12′ пн. ш. 107°16′ зх. д. / 46.2° пн. ш. 107.27° зх. д.
Округ  Трежер (англ. Treasure County) — округ (графство) у штаті  Монтана, США. Ідентифікатор округу 30103.

## Історія
Округ утворений 1919 року.

## Демографія
За даними перепису 
2000 року 
загальне населення округу становило 861 осіб, усе сільське.
Серед мешканців округу чоловіків було 439, а жінок — 422. В окрузі було 357 домогосподарств, 242 родин, які мешкали в 422 будинках.
Середній розмір родини становив 2,98.
Віковий розподіл населення поданий у таблиці:
| Стать    | До 15 років | 15-21 | 22-29 | 30-39 | 40-49 | 50-65 | 65-85 | Понад 85 |
| -------- | ----------- | ----- | ----- | ----- | ----- | ----- | ----- | -------- |
| Чоловіки | 106         | 40    | 19    | 52    | 75    | 87    | 57    | 3        |
| Жінки    | 82          | 42    | 16    | 47    | 67    | 84    | 66    | 18       |

## Суміжні округи
- Роузбад — північний схід
- Біґ-Горн — південь
- Єллоустоун — захід

## Виноски
1. ↑  US Decennial Census. US Census Bureau. Архів оригіналу за 12 травня 2015. Процитовано 30 листопада 2014.
2. ↑  Historical Census Browser. University of Virginia Library. Архів оригіналу за 11 серпня 2012. Процитовано 30 листопада 2014.
3. ↑  Population of Counties by Decennial Census: 1900 to 1990. US Census Bureau. Архів оригіналу за 22 вересня 2018. Процитовано 30 листопада 2014.
4. ↑  Census 2000 PHC-T-4. Ranking Tables for Counties: 1990 and 2000 (PDF). US Census Bureau. Архів оригіналу (PDF) за 18 грудня 2014. Процитовано 30 листопада 2014.
5. ↑  State & County QuickFacts. US Census Bureau. Архів оригіналу за 25 січня 2016. Процитовано 16 вересня 2013. [Архівовано 2016-01-25 у Wayback Machine.](англ.) Наведено за англійською вікіпедією.
6. ↑  American FactFinder. Бюро перепису населення США. Архів оригіналу за 26 лютого 2012. Процитовано 31 січня 2008. [Архівовано 2008-05-21 у Wayback Machine.]

| США | Це незавершена стаття з географії США. Ви можете допомогти проєкту, виправивши або дописавши її. |